# TGW Logistics
TGW Logistics ist ein Produzent von Intralogistik-, Materialfluss- und Lagerlogistik-Lösungen. Das Unternehmen entwickelt automatisierte Systeme für den innerbetrieblichen Transport vom Wareneingang über die Lagerung, die Kommissionierung und die Verpackung bis hin zum Versand. Das Produktportfolio umfasst die Planung und Entwicklung sowie die Umsetzung als Generalunternehmer und die Betreuung der Anlagen im laufenden Betrieb.

## Geschichte

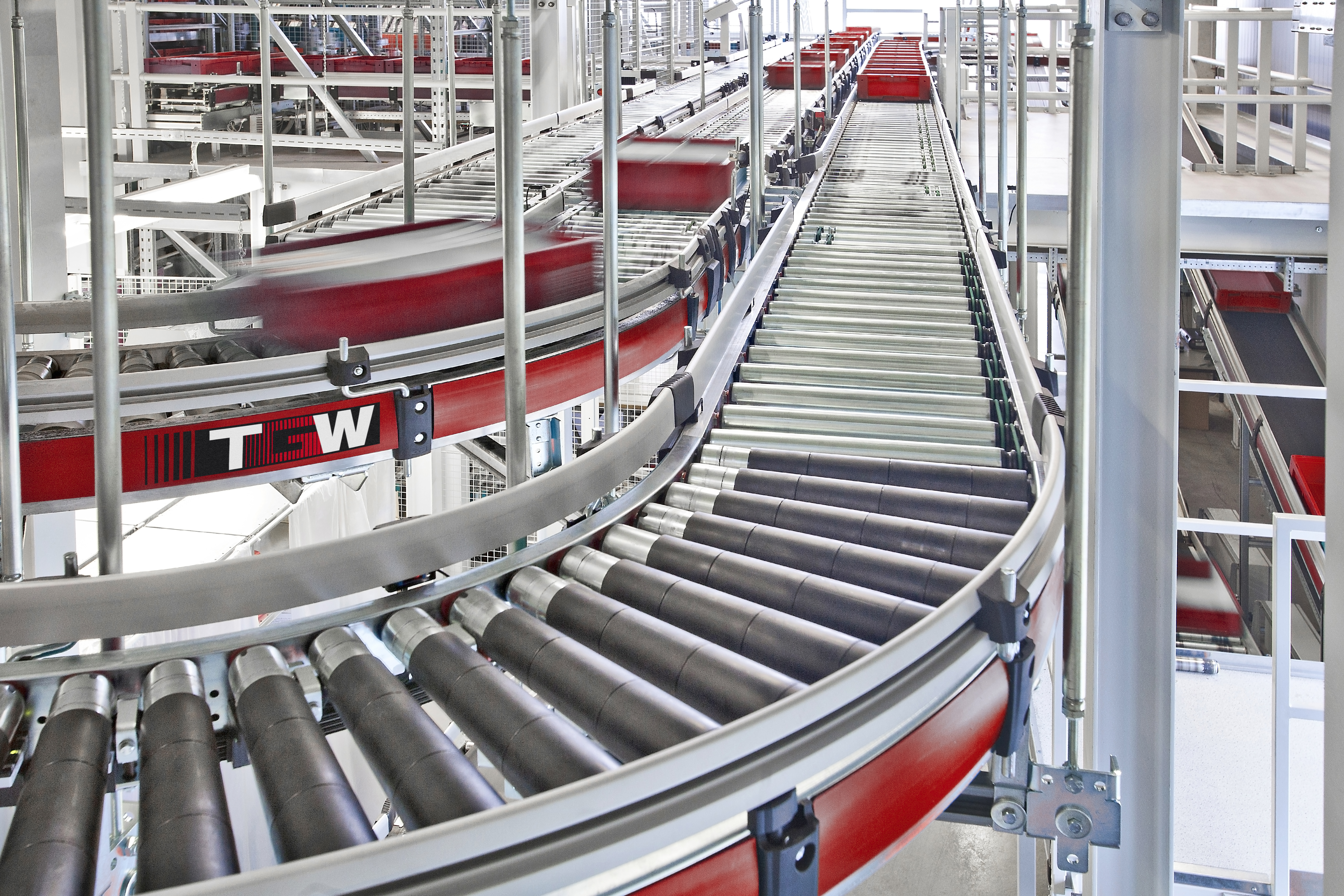
TGW KingDrive-Rollenförderer

Das Unternehmen wurde 1969 mit 10 Mitarbeitern von Ludwig Szinicz und Heinz König in Wels, Oberösterreich, gegründet. Zunächst fertigten die beiden Gründer Kommissionierwagen und Schubkarren, bevor sie für einen österreichischen Versandhändler das erste Förderband der Firmengeschichte entwickeln. Damit war der Einstieg in die Intralogistik vollzogen. Der heutige Hauptsitz des Unternehmens befindet sich in Marchtrenk, Oberösterreich. Der Name TGW leitet sich von Transportgeräte Wels ab.
1987 wurde ein Tochterunternehmen (die TGW Transportgeräte GmbH) in Siegen (Deutschland) gegründet. Im Jahr 2001 erfolgte die Gründung von TGW, Inc. in den Vereinigten Staaten. Das US-amerikanische Unternehmen Ermanco wurde 2005 erworben. 2010 wurde jeweils eine Niederlassung in Frankreich. und Schweden eröffnet. 2011 eröffnete das Unternehmen eine Niederlassung in China und stieg mit 50 % bei CSI im brasilianischen São Paulo ein Anfang 2012 gründete das Unternehmen die TGW Systems Integration AG in Rotkreuz im Schweizer Kanton Zug.
Am 1. Juli 2014 übernahm die TGW Logistics Group, Wels, den insolventen Logistiksoftwarehersteller Klug GmbH integrierte Systeme, Teunz, Oberpfalz. In Form eines Asset Deals wurde der Betrieb der Firma Klug GmbH integrierte Systeme und deren 320 Mitarbeiter in die neu gegründete Firma TGW Software Services GmbH überführt. Die Mitarbeiterzahl der TGW Logistics Group stieg damit auf 2000 an.
Am 3. November 2017 gab das Unternehmen bekannt, dass Harald Schröpf, bisher als COO im Unternehmen tätig, die Nachfolge vom Geschäftsführer (CEO) Georg Kirchmayr, antritt. Aufgrund unterschiedlicher Auffassungen bzgl. der Stiftungsphilosophie hat sich der Stiftungsvorstand dafür ausgesprochen, sich vom bisherigen CEO zu trennen. Dieser verließ das Unternehmen Anfang November 2017.
Im Februar 2024 übernahm Henry Puhl die Nachfolge als CEO von TGW Logistics. Im Mai 2025 wechselte Sebastian Wolf, seit 2022 CEO des Feuerwehrausrüsters Rosenbauer, als CFO (Chief Financial Officer) zum Intralogistik-Spezialisten.
Anfang Juni 2018 wurde die Unternehmenszentrale von Wels nach Marchtrenk verlegt, der Standort in Wels besteht weiter. Im Herbst 2024 kündigte das Unternehmen an, 100 Millionen Euro in den Ausbau seines Headquarters zu investieren: Bis zum Sommer 2026 entstehen eine 25.000 m² großes Produktionshalle und ein automatisiertes Lager.
Zu Beginn 2019 wurde vom Unternehmen eine Betriebsvereinbarung geschlossen, Feuerwehrmitgliedern für Einsätze und Schulungen einen jährlichen bezahlten Sonderurlaub zu gewähren. Anlass waren die Schneefälle zu Beginn des Jahres, wo viele Feuerwehrmitglieder sich in der Privatwirtschaft übliche Urlaubstage oder unbezahlten Urlaub nehmen mussten.

## Unternehmen

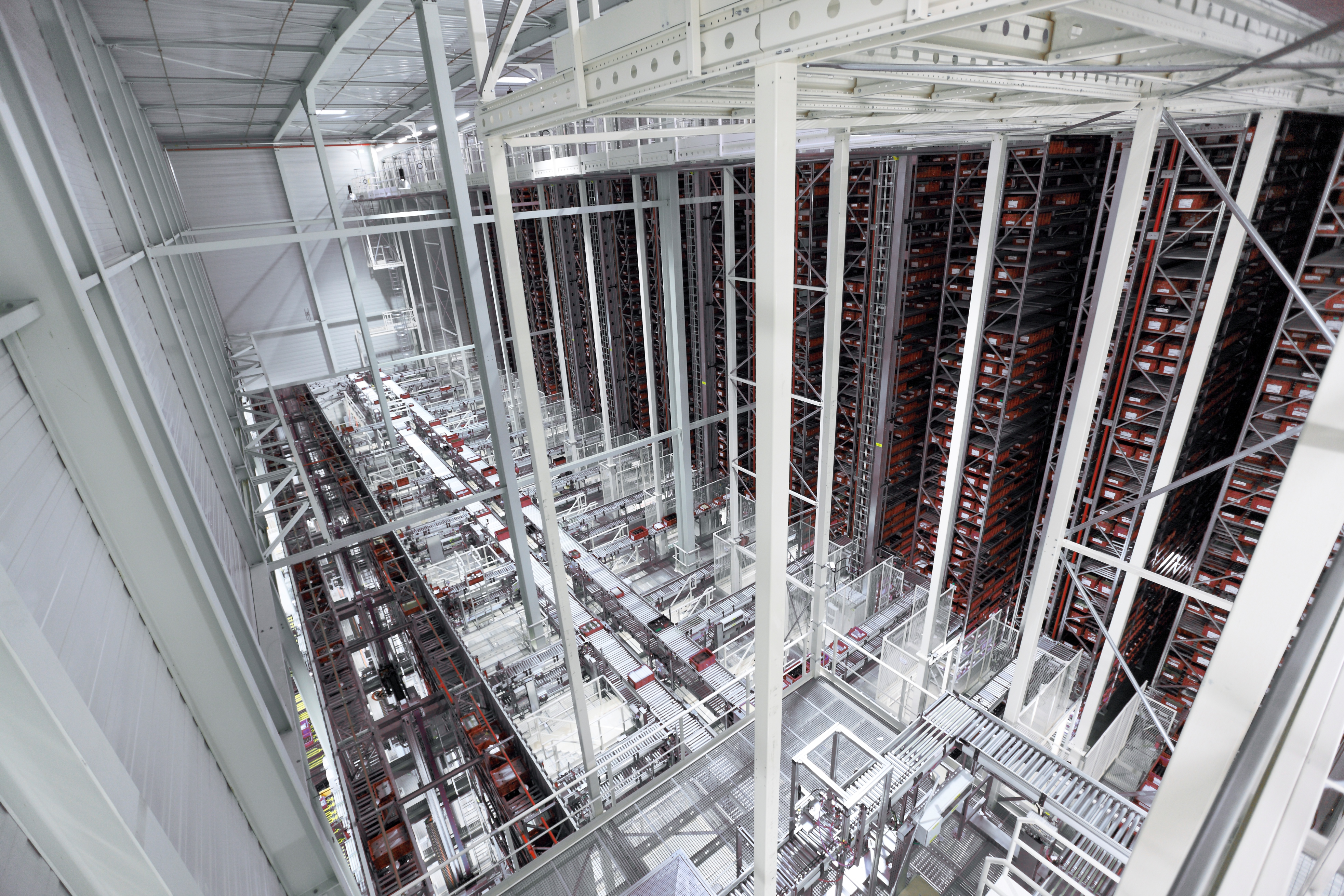
TGW-Intralogistikanlage in der Automobilindustrie

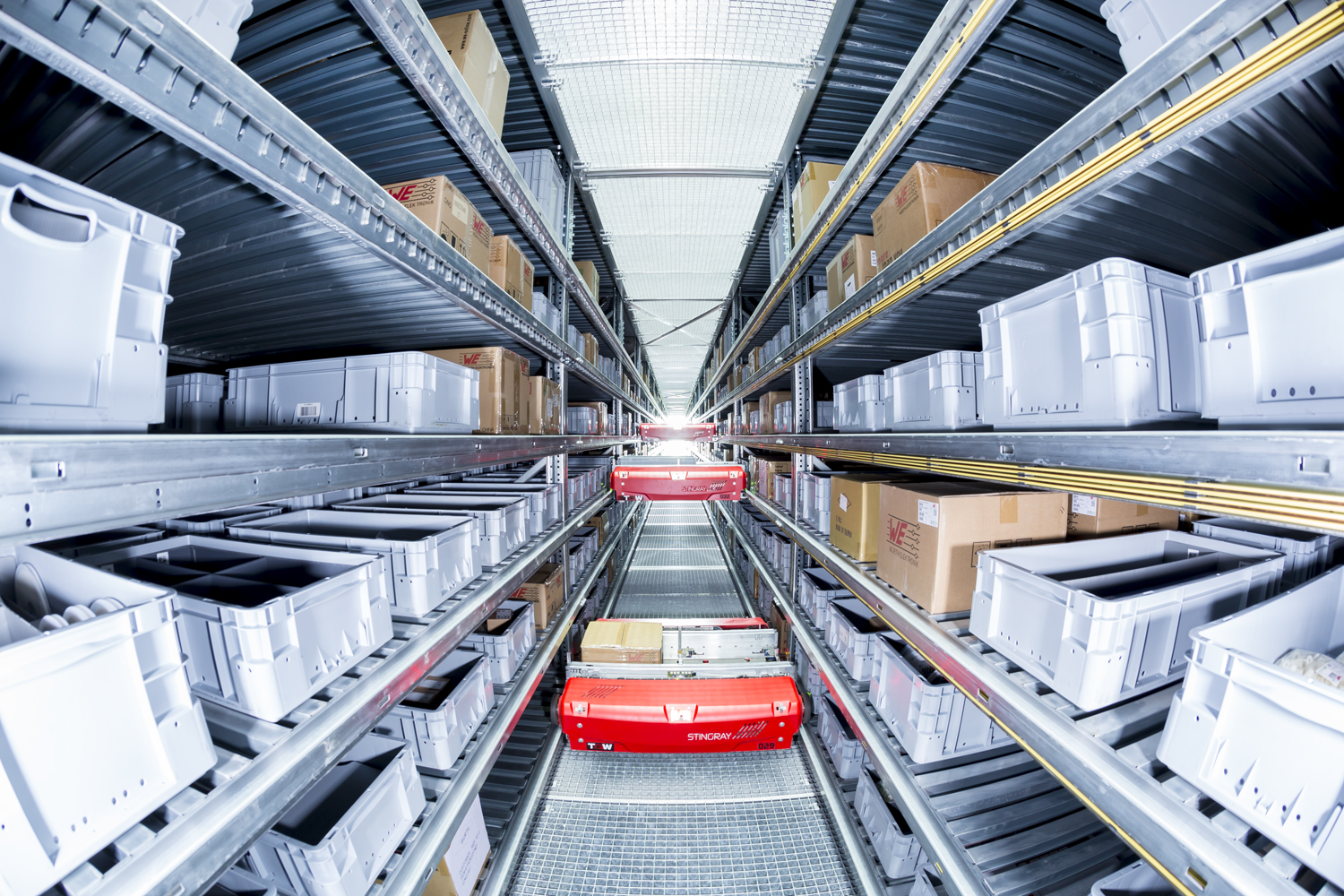
TGW Stingray Shuttle-System

- Die TGW Logistics Group (Holding) wurde im Frühjahr 2025 mit der TGW Mechanics zu einer Firma zusammengelegt - der TGW Logistics GmbH.
- TGW Systems Integration GmbH, Marchtrenk, Österreich – Generalunternehmer für Mittel-, Ost- und Südeuropa sowie Kompetenzzentrum für Steuerung und Software
- TGW Robotics GmbH, Thansau bei Rohrdorf, Deutschland – Experte für Robotik und Automatisierungstechnik
- TGW Transportgeräte GmbH, Langen, Deutschland – Sales Office Deutschland
- TGW Software Services GmbH, Teunz, Deutschland – Generalunternehmer und Kompetenzzentrum für Software und Steuerung
- TGW Systems Integration AG, Rotkreuz, Schweiz – Generalunternehmer für die Schweiz
- TGW Limited, Market Harborough, Großbritannien
- TGW Scandinavia AB, Västra Frölunda (bei Göteborg), Schweden – Generalunternehmer für Skandinavien
- TGW Benelux, Breda, Niederlande – Generalunternehmer für die Benelux-Region
- TGW France SAS (Standorte in Blagnac und Créteil) – Generalunternehmer für Frankreich
- TGW Ibérica Sistemas Logísticos S.L., Sant Just Desvern (Barcelona), Spanien – Generalunternehmer für Spanien
- TGW Italia Srl, Spilamberto (Modena), Italien – Generalunternehmer für Italien
- TGW Systems Inc., Grand Rapids, Michigan, USA – Generalunternehmer für die USA
- TGW China Co. Ltd., Shanghai, China – Generalunternehmer für Asien und Australien
- TGW Logistics Equipment Production (Changzhou) Co., Ltd., Changzhou, China – Produktionseinheit von TGW China

## Auszeichnungen
- Pegasus Wirtschaftspreis 2025 in Silber, Kategorie Leuchttürme[16]